# Hoodstar
Hoodstar è il terzo album del rapper statunitense Chingy, pubblicato verso fine estate 2006 e seguente la pubblicazione del precedente Powerballin'. È stato certificato disco d oro.

## Il disco
Il disco è diviso in due parti, ognuna caratterizzata da un differente stile musicale: la prima parte ha il nome di Hood, la seconda Star. Da qua, il nome complessivo dell album.
Due singoli sono stati estratti dall'album: il primo è "Pullin' Me Back", il quale vede la collaborazione con l'attore e cantante R&B Tyrese; il secondo è "Dem Jeans", realizzato invece assieme al noto produttore e rapper di Atlanta Jermaine Dupri.
L album contiene anche gli altri featuring di Mannie Fresh, Fatman Scoop, Keri Hilson, Three 6 Mafia, Midwest City, Mr Collipark e Young Spiffy (quest'ultimo cugino di Chingy).
Tra le produzioni spiccano quelle di Timbaland (in "Let Me Luv You"), gli stessi membri dei Three 6 Mafia DJ Paul e Juicy J (nel pezzo "Club Gettin' Crowded"), Kwame (in "Let's Ride"), ancora Mannie Fresh e Jermaine Dupri (rispettivamente nei pezzi "Brand New Kikcs" e, appunto, "Dem Jeans") e molte altre.
Il singolo "Dem Jeans" ha spopolato in USA (dove è entrato anche a far parte della colonna sonora del film del 2007 Norbit, con Eddie Murphy) ed è stato accolto favorevolmente anche in Italia.
Nel periodo di debutto, l album ha venduto negli States più di 77 000 copie; alla fine, è risultato vendere oltre la cifra complessiva di 300 000 copie. Dato il suo successo, Hoodstar è stato poi rilanciato in versione speciale: è stato aggiunto un secondo disco contenente ulteriori brani e alcune remix, nonché numerose tracce video.

## Tracce
1. Intro (Rid'in Wit Me)
2. Hands Up
3. Club Gettin' Crowded (feat. Three 6 Mafia)
4. Nike Aurr's And Crispy Tee's
5. Bounce That
6. Cadillac Doors (feat. Midwest City)
7. Dem Jeans (feat. Jermaine Dupri)
8. Pullin' Me Back (feat. Tyrese)
9. U A Freak (Nasty Girl) (feat. Mr. Collipark)
10. Brand New Kicks (feat. Mannie Fresh)
11. Ass N Da Aurr (feat. Young Spiffy)
12. Let Me Luv U (feat. Keri Hilson)
13. Let's Ride (feat. Fatman Scoop)
14. How We Roll (feat. Chopper Young City) [Traccia in versione speciale]
15. All We Do Is This [Traccia in versione speciale]